# Wilfried Zaha
Dazet Wilfried Armel Zaha (sinh ngày 10 tháng 11 năm 1992) là một cầu thủ bóng đá chuyên nghiệp thi đấu ở vị trí tiền vệ cánh cho câu lạc bộ Ligue 1 Lyon, mượn từ đội Süper Lig Galatasaray và Đội tuyển bóng đá quốc gia Bờ Biển Ngà.
Wilfried Zaha là cầu thủ có kỹ thuật và thể lực tốt. Anh nổi bật nhờ tốc độ tối đa đáng kinh ngạc và khả năng xử lý bóng trên mức trung bình. Anh cũng là cầu thủ đa năng khi có khả năng chơi ở vị trí tiền vệ cánh, số 9 ảo hoặc tiền vệ tấn công. Trưởng thành từ lò đào tạo của Crystal Palace, amh được coi là một trong những cầu thủ rê bóng giỏi nhất thế hệ của mình. Tuy nhiên Zaha, sau khi rời Palace ở tuổi 21, anh đã phải vật lộn để được ra sân ở Manchester United và Cardiff City. Năm 2014, anh trở lại Crystal Palace, nơi anh ấy trở thành biểu tượng của câu lạc bộ bằng cách thực hiện nhiều pha kiến tạo và ghi những bàn thắng quan trọng để giúp đội trụ hạng tại Ngoại hạng Anh.

## Thống kê sự nghiệp
Tính đến ngày 13 tháng 3 năm 2021
| Câu lạc bộ            | Mùa giải            | Giải đấu            | Giải đấu | Giải đấu | FA Cup | FA Cup | League Cup | League Cup | Châu Âu | Châu Âu | Khác | Khác | Tổng cộng | Tổng cộng |
| Câu lạc bộ            | Mùa giải            | Hạng                | Trận     | Bàn      | Trận   | Bàn    | Trận       | Bàn        | Trận    | Bàn     | Trận | Bàn  | Trận      | Bàn       |
| --------------------- | ------------------- | ------------------- | -------- | -------- | ------ | ------ | ---------- | ---------- | ------- | ------- | ---- | ---- | --------- | --------- |
| Crystal Palace        | 2009–10             | Championship        | 1        | 0        | 0      | 0      | 0          | 0          | —       | —       | —    | —    | 1         | 0         |
| Crystal Palace        | 2010–11             | Championship        | 41       | 1        | 1      | 0      | 2          | 0          | —       | —       | —    | —    | 44        | 1         |
| Crystal Palace        | 2011–12             | Championship        | 41       | 6        | 0      | 0      | 7          | 3          | —       | —       | —    | —    | 48        | 9         |
| Crystal Palace        | 2012–13             | Championship        | 27       | 5        | 2      | 0      | 2          | 0          | —       | —       | —    | —    | 31        | 5         |
| Crystal Palace        | Tổng cộng           | Tổng cộng           | 110      | 12       | 3      | 0      | 11         | 3          | —       | —       | 0    | 0    | 124       | 15        |
| Manchester United     | 2012–13             | Premier League      | 0        | 0        | 0      | 0      | —          | —          | —       | —       | —    | —    | 0         | 0         |
| Manchester United     | 2013–14             | Premier League      | 2        | 0        | 0      | 0      | 1          | 0          | 0       | 0       | 1    | 0    | 4         | 0         |
| Manchester United     | Tổng cộng           | Tổng cộng           | 2        | 0        | 0      | 0      | 1          | 0          | 0       | 0       | 1    | 0    | 4         | 0         |
| Crystal Palace (mượn) | 2012–13             | Championship        | 16       | 1        | —      | —      | —          | —          | —       | —       | 3    | 2    | 19        | 3         |
| Cardiff City (mượn)   | 2013–14             | Premier League      | 10       | 0        | 1      | 0      | 0          | 0          | —       | —       | —    | —    | 11        | 0         |
| Crystal Palace (mượn) | 2014–15             | Premier League      | 16       | 1        | 2      | 0      | 1          | 0          | —       | —       | —    | —    | 19        | 1         |
| Crystal Palace        | 2014–15             | Premier League      | 31       | 24       | 3      | 0      | 1          | 0          | —       | —       | —    | —    | 35        | 4         |
| Crystal Palace        | 2015–16             | Premier League      | 34       | 42       | 6      | 2      | 3          | 1          | —       | —       | —    | —    | 43        | 5         |
| Crystal Palace        | 2016–17             | Premier League      | 35       | 37       | 0      | 0      | 2          | 0          | —       | —       | —    | —    | 37        | 7         |
| Crystal Palace        | 2017–18             | Premier League      | 29       | 29       | 0      | 0      | 0          | 0          | —       | —       | —    | —    | 29        | 9         |
| Crystal Palace        | 2018–19             | Premier League      | 34       | 10       | 2      | 0      | 0          | 0          | —       | —       | —    | —    | 36        | 10        |
| Crystal Palace        | 2019–20             | Premier League      | 38       | 4        | 0      | 0      | 1          | 0          | —       | —       | —    | —    | 39        | 4         |
| Crystal Palace        | 2020–21             | Premier League      | 21       | 9        | 1      | 0      | 0          | 0          | —       | —       | —    | —    | 22        | 9         |
| Crystal Palace        | Tổng cộng           | Tổng cộng           | 348      | 58       | 15     | 2      | 18         | 4          | —       | —       | 3    | 2    | 384       | 66        |
| Tổng cộng sự nghiệp   | Tổng cộng sự nghiệp | Tổng cộng sự nghiệp | 362      | 58       | 16     | 2      | 19         | 4          | 0       | 0       | 4    | 2    | 401       | 66        |

### Quốc tế
Tính đến 26 tháng 1 năm 2022
| Đội tuyển quốc gia | Năm       | Trận | Bàn |
| ------------------ | --------- | ---- | --- |
| Anh                | 2012      | 1    | 0   |
| Anh                | 2013      | 1    | 0   |
| Tổng cộng          | Tổng cộng | 2    | 0   |
| Bờ Biển Ngà        | 2018      | 9    | 2   |
| Bờ Biển Ngà        | 2019      | 9    | 3   |
| Bờ Biển Ngà        | 2021      | 3    | 0   |
| Bờ Biển Ngà        | 2022      | 4    | 0   |
| Tổng cộng          | Tổng cộng | 25   | 5   |

### Bàn thắng quốc tế
Tính đến ngày 13 tháng 10 năm 2019. Bàn thắng và kết quả của Bờ Biển Ngà được để trước.
| #. | Ngày                 | Địa điểm                                              | Đối thủ    | Bàn thắng | Kết quả | Giải đấu |
| -- | -------------------- | ----------------------------------------------------- | ---------- | --------- | ------- | -------- |
| 1  | 11 tháng 1 năm 2017  | Sân vận động Thành phố Thể thao Zayed, Abu Dhabi, UAE | Uganda     | 2–0       | 3–0     | Giao hữu |
| 2  | 24 tháng 3 năm 2017  | Sân vận động Krasnodar, Krasnodar, Nga                | Nga        | 2–0       | 2–0     | Giao hữu |
| 3  | 1 tháng 7 năm 2019   | Sân vận động 30 tháng 6, Cairo, Ai Cập                | Namibia    | 3–0       | 4–0     | CAN 2019 |
| 4  | 8 tháng 7 năm 2019   | Sân vận động Suez, Suez, Ai Cập                       | Mali       | 1–0       | 1–0     | CAN 2019 |
| 5  | 13 tháng 10 năm 2019 | Sân vận động Licorne, Amiens, Pháp                    | CHDC Congo | 3–1       | 3–1     | Giao hữu |